# Sophia Schneider
Sophia Schneider (ur. 12 września 1997 w Traunstein) – niemiecka biathlonistka, medalistka mistrzostw świata juniorek i seniorek.

## Kariera
Po raz pierwszy na arenie międzynarodowej pojawiła się w 2015 roku, startując na olimpijskim festiwalu młodzieży Europy w Vorarlbergu, gdzie zdobyła brązowe medale w biegu pościgowym i sztafecie mieszanej. Na rozgrywanych rok później mistrzostwach świata juniorów w Cheile Grădiştei była między innymi czwarta w biegu indywidualnym i szósta w biegu pościgowym. Jeszcze trzykrotnie startowała w zawodach tego cyklu, w tym zdobywając srebrny medal w sztafecie podczas mistrzostw świata juniorów w Osrblie w 2017 roku.
W zawodach Pucharu Świata zadebiutowała 29 listopada 2020 roku w Kontiolahti, zajmując 84. miejsce w sprincie. Pierwsze punkty wywalczyła 30 listopada 2022 roku w tej samej miejscowości, gdzie zajęła 11. miejsce w biegu indywidualnym. Dzień później wspólnie z Anną Weidel, Vanessą Voigt i Denise Herrmann-Wick zajęła drugie miejsce w sztafecie.

## Osiągnięcia

### Mistrzostwa świata
| Rok  | Miejscowość | Konkurencje | Konkurencje | Konkurencje | Konkurencje | Konkurencje | Konkurencje | Konkurencje |
| Rok  | Miejscowość | IN          | SP          | PU          | MS          | RL          | MR          | SR          |
| ---- | ----------- | ----------- | ----------- | ----------- | ----------- | ----------- | ----------- | ----------- |
| 2023 | Oberhof     | 13.         | 7.          | 5.          | 27.         | 2.          | –           | 6.          |
| 2024 | Nové Město  | –           | 28.         | 37.         | –           | 3.          | –           | –           |
| 2025 | Lenzerheide | –           | 11.         | 23.         | 28.         | 5.          | –           | –           |

### Mistrzostwa świata juniorów
| Rok  | Miejscowość      | Konkurencje | Konkurencje | Konkurencje | Konkurencje | Konkurencje | Konkurencje | Konkurencje |
| Rok  | Miejscowość      | IN          | SP          | PU          | MS          | RL          | MR          | SR          |
| ---- | ---------------- | ----------- | ----------- | ----------- | ----------- | ----------- | ----------- | ----------- |
| 2015 | Mińsk            | 40.         | 9.          | 7.          | nd.         | –           | nd.         | nd.         |
| 2016 | Cheile Grădiştei | 4.          | 12.         | 6.          | nd.         | –           | nd.         | nd.         |
| 2017 | Osrblie          | 30.         | 11.         | 9.          | nd.         | 2.          | nd.         | nd.         |
| 2018 | Otepää           | 35.         | 16.         | 13.         | nd.         | 4.          | nd.         | nd.         |
| 2019 | Osrblie          | 26.         | 34.         | 16.         | nd.         | –           | nd.         | nd.         |

### Puchar Świata

#### Miejsca w klasyfikacji generalnej
| Sezon     | Miejsce |
| --------- | ------- |
| 2020/2021 | -       |
| 2021/2022 | -       |
| 2022/2023 | 31.     |
| 2023/2024 | 27.     |
| 2024/2025 | 54.     |

#### Miejsca na podium indywidualnie
Schneider nie stanęła na podium indywidualnych zawodów PŚ.